# Michał Garbocz
Michał Garbocz (ur. 13 lutego 1973 w Katowicach) – polski hokeista, reprezentant Polski.
Jego brat Dariusz (ur. 1971), także został hokeistą.

## Kariera
- GKS Tychy (1989–1991)
- IK Westmannia-Köping (1991–1992)
- Mariestad BoIS (1992–1993)
- IFK Kumla (1993–1994)
- GKS Katowice (1994–1995)
- Unia Oświęcim (1995–2001)
- Anglet Hormadi (2001–2007)
- GKS Tychy (2007–2011)
- Anglet Hormadi (2011–2011)

Wychowanek GKS Tychy. Przez kilka sezonów grał także w oświęcimskiej Unii. Od 2001 do 2007 grał we Francji w zespole Anglet. Od maja 2011 ponownie występował w tym klubie, po czym w 2013 zakończył karierę.
Reprezentował Polskę na mistrzostwach świata w latach 1993, 1995, 1996, 1997, 1998, 1999, 2000, 2001, 2002, 2003, 2004, 2005, 2006.

## Sukcesy
Reprezentacyjne
- Awans do MŚ Elity: 2001

Klubowe
- Złoty medal mistrzostw Polski 1998, 1999, 2000, 2001 z Unią Oświęcim
- Srebrny medal mistrzostw Polski: 1996, 1997 z Unią Oświęcim, 2008, 2009 z GKS Tychy
- Brązowy medal mistrzostw Polski: 1995 z KKH Katowice
- Puchar Polski: 2000 z Unią Oświęcim, 2007, 2008, 2009 z GKS Tychy

Indywidualne
- Mistrzostwa Świata do lat 20 grupy B w 1992:
  - Najlepszy obrońca turnieju[4]